# Rolf von Chlingensperg
Rolf von Chlingensperg (Augusta (Germania), 25 giugno 1904 – Bergen, 9 febbraio 1945) è stato un alpinista e ingegnere tedesco, fu un alpinista d'alta quota delle vette himalayane e partecipò alla  spedizione alpinistica tedesca al Nanga Parbat del 1938. Ingegnere aeronautico della Messerschmitt-Werke prese parte alla progettazione dei caccia Me262 e del Me163 e trovò la morte nell'affondamento del sommergibile U-864 in Norvegia durante l'operazione Caesar.

## Biografia
Fu ingegnere aeronautico e vicedirettore dell'ufficio progetti della Messerschmitt-Werke, prendendo parte alla costruzione dei caccia a reazione Me262 e Me163.
Abile rocciatore e sciatore, fu membro dell'Associazione Accademica Alpina di Monaco di Baviera (AAVM) appartenente alla ristretta cerchia di amici di Paul Bauer insieme a Julius Brenner, Willy Merkl, Peter Aufschnaiter, Karl Wien, Willo Welzenbach e Leo Maduschka. Completò numerosi tour di arrampicata difficile nelle Alpi orientali; prese parte alla discesa libera in Tirolo da Schutzenkogel a Hechenmoos nel 1929.
Partecipò alla spedizione alpinistica tedesca al Nanga Parbat del 1938. Salì sul fianco Rakhiot Peak, sotto la direzione di Paul Bauer, con Fritz Bechtold, Alfred Ebermann, Stefan Zuck, Bruno Balke, Uli Luft, Mathias Rebitsch, Hans-Herbert Ruths, Ludwig Schmaderer. Raggiunsero il Mohrenkopf e trovarono i corpi di Willy Merkl e Gyali (1934). Diversi tentativi di raggiungere la Silver Saddle fallirono a causa delle cattive condizioni meteorologiche.
Compì la prima salita invernale nel Natale del 1939 del Freispitze nelle Alpi della Lechtal: Chlingensperg salì con la moglie e un amico dalla Lechtal all'Appenzeller Kar, utilizzò gli sci fino alla Dreischartle e raggiunse la vetta.
Fu autore di Le più belle escursioni sugli sci nella valle centrale del Lech, pubblicato dal Giornale del Club alpino tedesco, volume 71, anno 1940.
Morì a bordo del sommergibile U-864 nelle acque a ovest di Bergen in Norvegia, intento a riparare un motore difettoso, quando fu individuato e affondato il 9 febbraio 1945 dal sommergibile britannico HMS Venture, uccidendo tutti i 73 uomini a bordo. La missione del battello tedesco era quella di trasportare equipaggiamento militare in Giappone, destinato all'industria militare giapponese, una missione denominata in codice Caesar. Secondo la lista di carico l'U-864 trasportava anche parti e disegni tecnici di caccia a reazione tedeschi, mentre tra i passeggeri vi erano gli ingegneri della Messerschmitt Riclef Schomerus e lo stesso Rolf von Chlingensper, esperti aerodinamici, l'esperto di siluri giapponese Tadao Yamoto e l'esperto di carburante Toshio Nakai. Per la traversata in Giappone fu conferito a Chlingensper il grado di tenente della Kriegsmarine AMD (Servizio Navale Generale).